# Tango (cocktail)
Pour les articles homonymes, voir Tango.

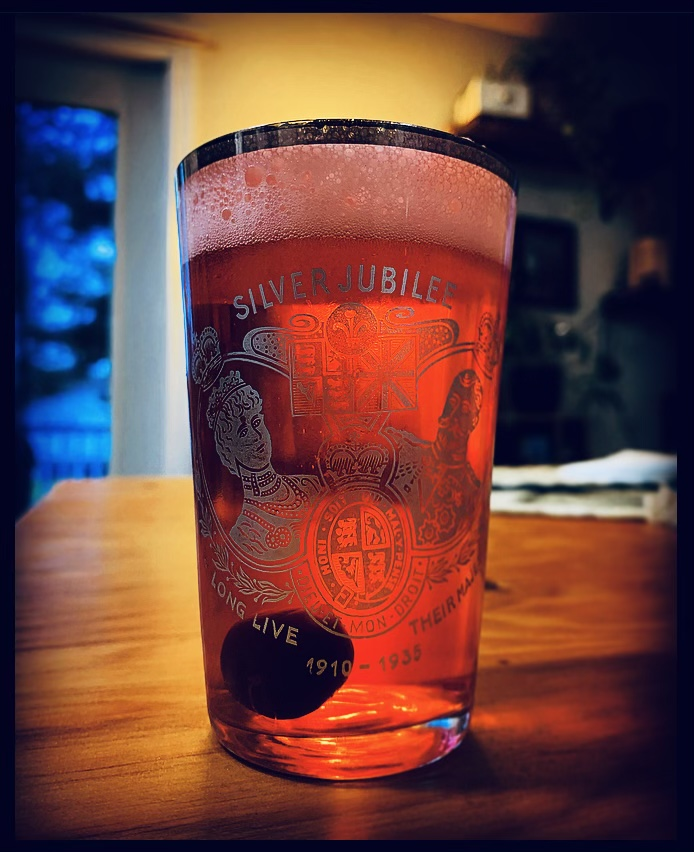
Tango (Queen Mary)

Un tango (aussi connu sous le nom Queen Mary si on ajoute des cerises au marasquin), est une boisson alcoolisée constituée de bière mélangée à du sirop de grenadine. Si l'on ajoute de la limonade, on obtient un monaco. 
Il s'agirait d'une adaptation du cocktail le snakebite, devenu tango dans les années 1920 en raison de la déferlante provoquée par la danse du même nom à cette époque. 